# Claude Heater
Répertoire
Richard Wagner, Giuseppe Verdi, Giacomo Puccini, Francis Poulenc
Scènes principales
rôles de Tristan, de Siegfried
rôle de Jésus-Christ (film Ben-Hur)
Claude Heater, né à Oakland (Californie) le 25 octobre 1927 et mort à San Francisco le 28 mai 2020, est un chanteur américain consacré à l'opéra. Son répertoire principal était des œuvres de Richard Wagner. Il fut notamment l'acteur qui joua le rôle de Jésus-Christ dans un film monumental, Ben-Hur (1959).

### Naissance et son enfance
Claude Heater naquit à Oakland en Californie le 25 octobre 1927. 
Il resta à Oakland avec ses parents qui étaient fidèles mormons, jusqu'à ce que soit terminée son étude auprès de son lycée, Richmond Union High School. Il reste peu de chose sur son enfance et sa jeunesse. Néanmoins, selon une source, un jour il s'intéressa d'une représentation de l'opéra Faust de Charles Gounod, en allant au San Francisco Opera,.

### Carrière militaire
En 1945, avant la fin de la Deuxième guerre mondiale, Claude Heater ayant 17 ans décida de se joindre au Corps des Marines. Son service militaire ne dura pas longtemps. Car, il avait entendu, quand il était en service, une émission de la soprano Kirsten Flagstad chantant les œuvres de Richard Wagner. En considérant que la musique est proche de Dieu, il voulait devenir chanteur, de sorte que cette vertu soit plus partagée.

### Formation, missionnaire et début de carrière musicale
Encore lui fallait-il un long chemin en zigzag. Sa première formation musicale fut tenue à Los Angeles durant deux ans. Pourtant, l'instructeur qu'il choisit n'était pas sympathique pour sa formation, en lui disant qu'il s'agissait de perdre le temps. Sans être découragé, il réussit à continuer son étude. 
Puis, en dépit de cette formation musicale, il accepta une mission de l'Église de Jésus-Christ des saints des derniers jours qui était la confession religieuses de ses parents. Il fut envoyé à Buffalo dans l'État de New York. Ce jeune homme spirituel trouva cependant de nombreuses incohérences dans ses dogmes. Il passa trois jours de retraite en priant et les étudiant, laquelle est une pratique de mormons. Impossible de trouver une réponse positive. Son supérieur lui recommanda toutefois de compléter sa mission, pour laquelle il n'était pas obligé d'enseigner ceux qu'il ne pouvait pas raisonner.
Ses derniers mois de mission se consacraient à un chœur créé, Utah Centennial Chorus, duquel il était un des solistes.  
Après avoir terminé la mission, il se déplaça en 1950 vers New York, dans l'optique de continuer à étudier la musique vocale.

### Premières carrières musicales

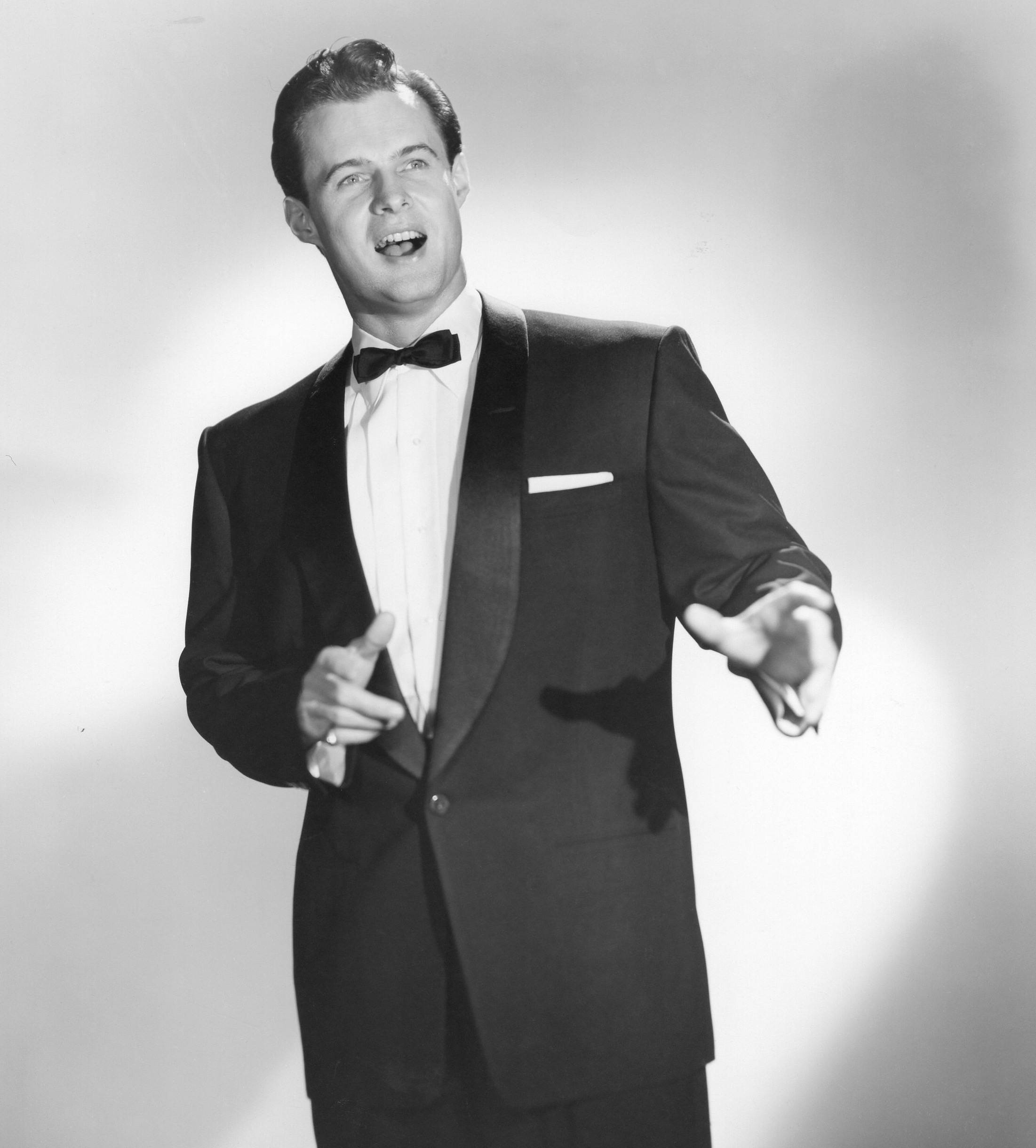
Claude Heater chantant à Broadway.

Il sélectionna, pour sa deuxième formation, l'American Theatre Wing à New York. 
Sa première carrière à New York fut commencée pour le divertissement. Tout d'abord, il apparut dans l'émission The Ted Steele TV Show du réseau CBS. Du 1er novembre 1951, il était un des chanteurs ainsi que jongleurs de Broadway. La comédie musicale à laquelle il participait était Top Banana avec laquelle Johnny Mercer connut son succès,.
Puis, il quitta Broadway et cette comédie musicale en 1952, afin de se joindre à la création de l'opéra Trouble in Tahiti de Leonard Bernstein. On lui avait proposé un rôle principal. L'opéra fut créé le 12 juin.
La télévision contribua encore à améliorer sa popularité. Après avoir chanté pour Bernstein, il fut invité par l'émission Arthur Godfrey’s Talent Scouts du CBS, dans laquelle il décrocha le premier prix,,. 
Enfin, il put chanter dans le répertoire de l'opéra classique. C'était à l'opéra Amato de New York qu'il commença à chanter le rôle de Giorgio Germont (La traviata de Giuseppe Verdi) et celui de Valentin (Faust de Charles Gounod). Il commença donc sa carrière par la voix de baryton.

### Départ vers Milan
Dans la même année, Claude Heater eut une chance. En profitant le G.I. Bill (bourse officielle pour les anciens soldats de la Guerre), il obtint son droit d'étudier la musique à Milan. Son étude fut tenue auprès de la Scuola Musicale di Milano, en souhaitant chanter le répertoire européen au sein des opéras et des théâtres.
Il semble que sa première représentation en Europe fût celle de Piccolo Teatro di Milano, en tant que Sharpless dans Madame Butterfly de Giacomo Puccini. Dorénavant, Heater était soutenu par les musiciens et agents italiens et chantait quelques opéras italiens.

### En Europe
En 1953, il accompagna Mario Filippeschi et son équipe, en faveur de quelques représentations tenues en Espagne. Pour la saison 1954, il fut à Wurtzbourg en Allemagne, en chantant également un répertoire italien. Or, il semble qu'aucun critique européen ne le mentionnât. Il y restait inconnu.  

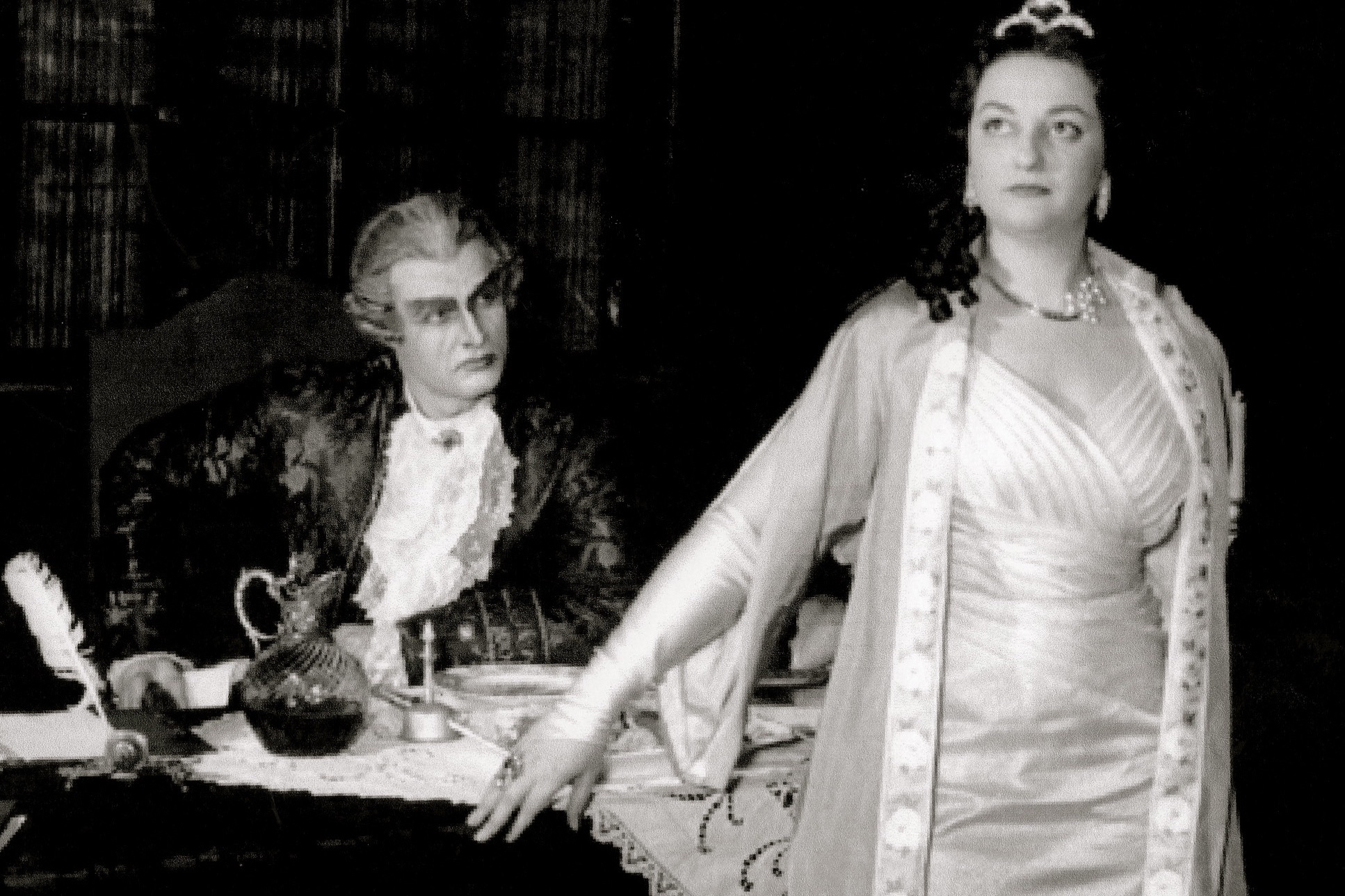
Claude Heater jouant le rôle du baron Scarpia, avec Montserrat Caballé, dans une représentation de Tosca de Giacomo Puccini (à Bâle en 1956).

Sa situation fut améliorée en 1956. Dans cette année, la jeune Montserrat Caballé, soprano talentueuse, commença sa carrière à Bâle, après avoir terminé son étude. Pour de nombreuses représentations qu'elle engageait, elle s'accompagnait de Claude Heater. On ne sait pas pourquoi ce tandem avait été formé. Mais, en 1953, Mario Filippeschi qui était escorté par Heater avait chanté quelques opéras italiens au grand théâtre du Liceu à Barcelone. Caballé était une élève du conservatoire supérieur de musique du Liceu, établissement dans ce même cadre. Quoi qu'il en soit, à Bâle, Claude Heater obtenait, avec elle, des rôles plus importants de baryton, tels Renato de l’Un ballo in maschera de Giuseppe Verdi ainsi que Marcello de La Bohème de Giacomo Puccini.    
Le succès de l'année 1956 favorisa son ascension. Entre 1957 et 1958, il chanta principalement pour le Staatsoper Unter den Linden à Berlin. 
Or, en 1958 à Rome, il fut sollicité par l'équipe de l'entrepris Metro-Goldwyn-Mayer (MGM), en faveur du film Ben-Hur. Il joua le rôle de Jésus-Christ.

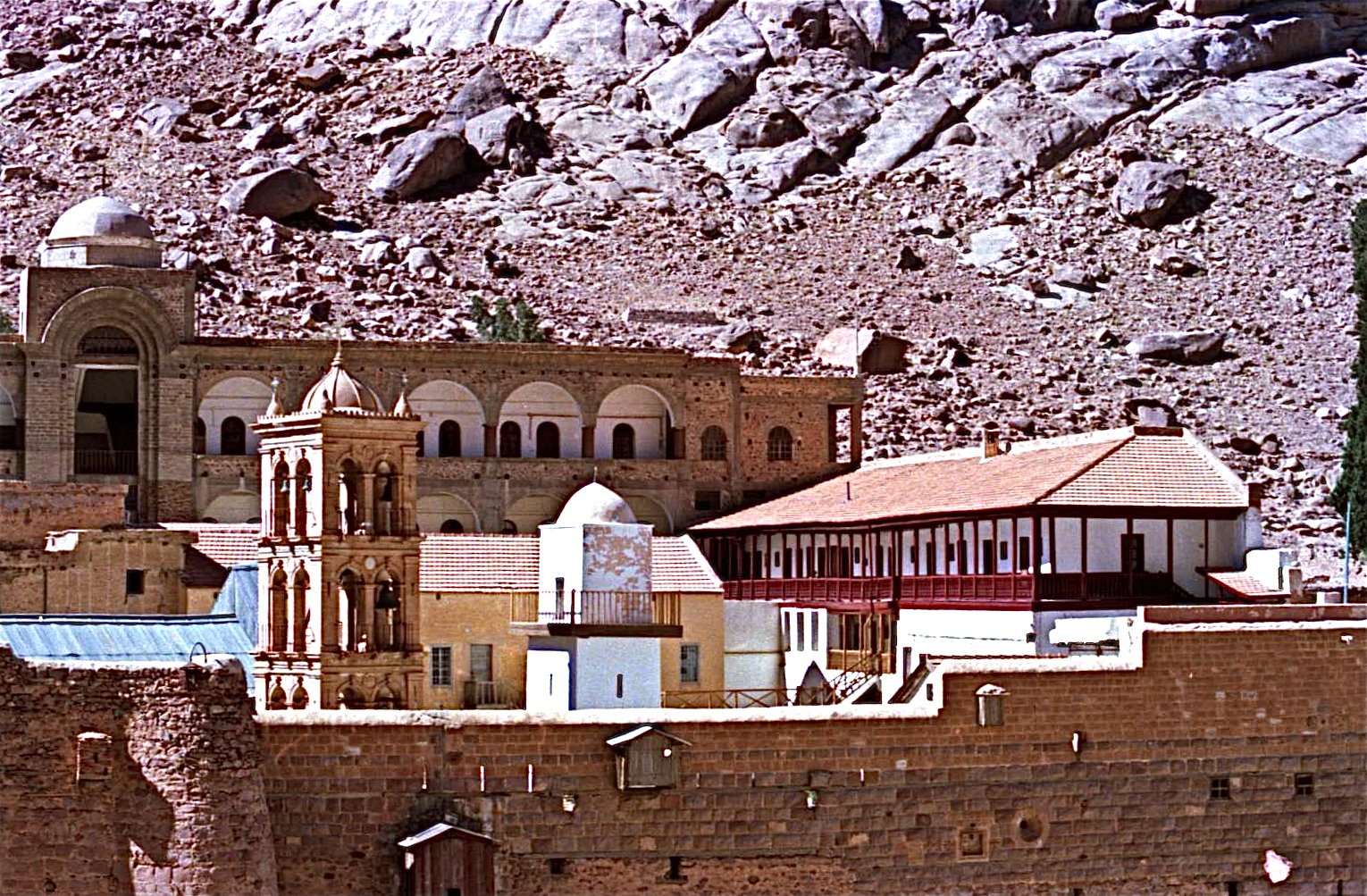
Après avoir joué le rôle de Jésus-Christ, il effectua au moins 3 jours de retraite en prière au mont Sainte-Catherine.

Après le tournage du film, il s'arrêta au monastère Sainte-Catherine du Sinaï, pour chercher son chemin à suivre, en manière de sa confession religieuse. Sans obtenir aucune réponse intérieure, il continua à chanter l'opéra.
Il se déplaça en Autriche pour l'opéra d'État de Vienne (1959 - 1961). Son répertoire y fut évolué. Ainsi, les 23 et 26 mars 1959, pendant la Semaine Sainte, il joua le rôle du marquis de la Force, rôle de baryton très important, dans les Dialogues des carmélites de Francis Poulenc. La représentation fut tenue en allemand. En partageant ce rôle avec Alfred Poell, il rejoua le marquis de la Force le 10 avril et le 1er juin 1959, le 15 mars 1960 ainsi que les 24 et 28 février 1961 aussi. En 1960, il y fut un des trois prêtres dans le nouvel opéra d'Ildebrando Pizzetti, Meurtre dans la cathédrale (1958). Sauf une représentation, Herbert von Karajan dirigea cette œuvre tandis que Hans Hotter, célèbre basse de Wagner, interpréta le rôle de l'archevêque Thomas Becket. Le 9 mars, Claude Heater participa donc à la première représentation mondiale en allemand. À Vienne, il interprétait notamment les rôles dans des œuvres spirituelles.

### Saison 1961 à San Francisco
S'il était né près de San Francisco, Claude Heater ne chanta guère au San Francisco Opera, assez paradoxalement. L'année 1961 était son exception. Entre septembre et novembre, il y participa à plusieurs représentations, mais en rôles secondaires et voix de baryton : Turandot de Giacomo Puccini (rôle de Ping, après son départ de New York, première représentation de Claude Heater aux États-Unis, le 16 septembre), Le Songe d'une nuit d'été de Benjamin Britten sous la direction de Silvio Varviso (première représentation aux États-Unis, rôle de Demetrius), Blood Moon de Norman Dello Joio (première mondiale, Tom Henney), Boris Godounov de Modeste Moussorgski (Andrei Shchelkalov) et Lucia di Lammermoor de Gaetano Donizetti (Henry Ashton di Lammermoor ; le 25 octobre uniquement). Il s'agissait de son dernier répertoire en baryton.

### Ascension en voix de ténor
Il reste encore une autre particularité de Claude Heater dans sa vie. Il réussit à changer sa voix en ténor, plus aiguë.
Il faut remarquer un enregistrement direct, effectué à La Scala de Milan le 30 avril 1959. Il s'agit d'une représentation de Tristan und Isolde sous la baguette de Herbert von Karajan. Ce mois d'avril 1959, Claude Heater avait déjà chanté le rôle de Melot, réservé à la voix de ténor,. Cependant, dans l'œuvre, le ténor chantant Melot n'est pas assez chargé.
Accepté par le ténor Mario Del Monaco, Claude Heater commença, à nouveau, son étude de voix en 1961. À Rome, ils étaient tant voisins qu'amis. Puis, Heater fut disciple du ténor Max Lorenz qui avait pris sa retraite en 1962 auprès de l'opéra d'État de Vienne. Celui-ci était un spécialiste de Wagner. La nouvelle formation de Heater dura jusqu'en 1964.
Après avoir passé quatre ans d'étude, il recommença à chanter en 1964. La première représentation après la formation était, à Munich, le König Hirsch de Hans Werner Henze. Maintenant, il s'agissait du rôle-title, roi Leandro. Ténor dramatique, il garda le contrat avec cet opéra jusqu'en 1968.     
En 1965, il fut un chanteur, avec Fischer-Dieskau, qui participa à exécuter l'opéra Cardillac de Paul Hindemith, dont la représentation reste très rare jusqu'ici. La direction était confiée à Joseph Keilberth, un spécialiste de Wagner et qui décéderait en 1968 en dirigeant Tristan und Isolde.  
Et c'était avec cette voix de ténor que Heater fut invité au festival de Bayreuth en 1966. En ce qui concerne Tristan und Isolde, il s'agissait du rôle  Melot. Or, cette représentation réputée sous la direction de Karl Böhm fut enregistrée par la Deutsche Grammophon, grâce à laquelle la voix de Heater fut bien diffusée. Un autre rôle était plus important. Dirigé par Otmar Suitner, il chanta le rôle de Siegmund dans La Walkyrie,. Pourtant, Claude Heater ne fut jamais invité par ce festival, après cette année 1966.
Il restait toujours en Europe. Pour la saison 1968 - 1969, il fut à Barcelone, au grand théâtre du Liceu. Ce contrat fut suivi de celui de l'opéra national de Bordeaux de 1969 à 1970, sans doute le premier et dernier contrat en France.
En 1970, il restait encore actif. À La Fenice de Venise, il chanta Florestan de Fidelio de Ludwig van Beethoven, avec la soprano tchèque Ludmila Dvořáková,. Pour la nouvelle saison, il retourna à Barcelone en interprétant le rôle de Tristan.

### Hypothèse de son échec
Il est à noter que, dans la même année 1970, il tenta de prendre la baguette pour sa représentation. À Linz, il dirigea et chanta le rôle-titre de l’Otello. De même, il était le chef d'orchestre ainsi que ténor pour Siegfried, à Barcelone,.    
Cependant, à partir de 1971, le nom de Claude Heater ne se trouvait plus auprès de grands opéras européens.

### Vedette Claude Heater, comme Tristan

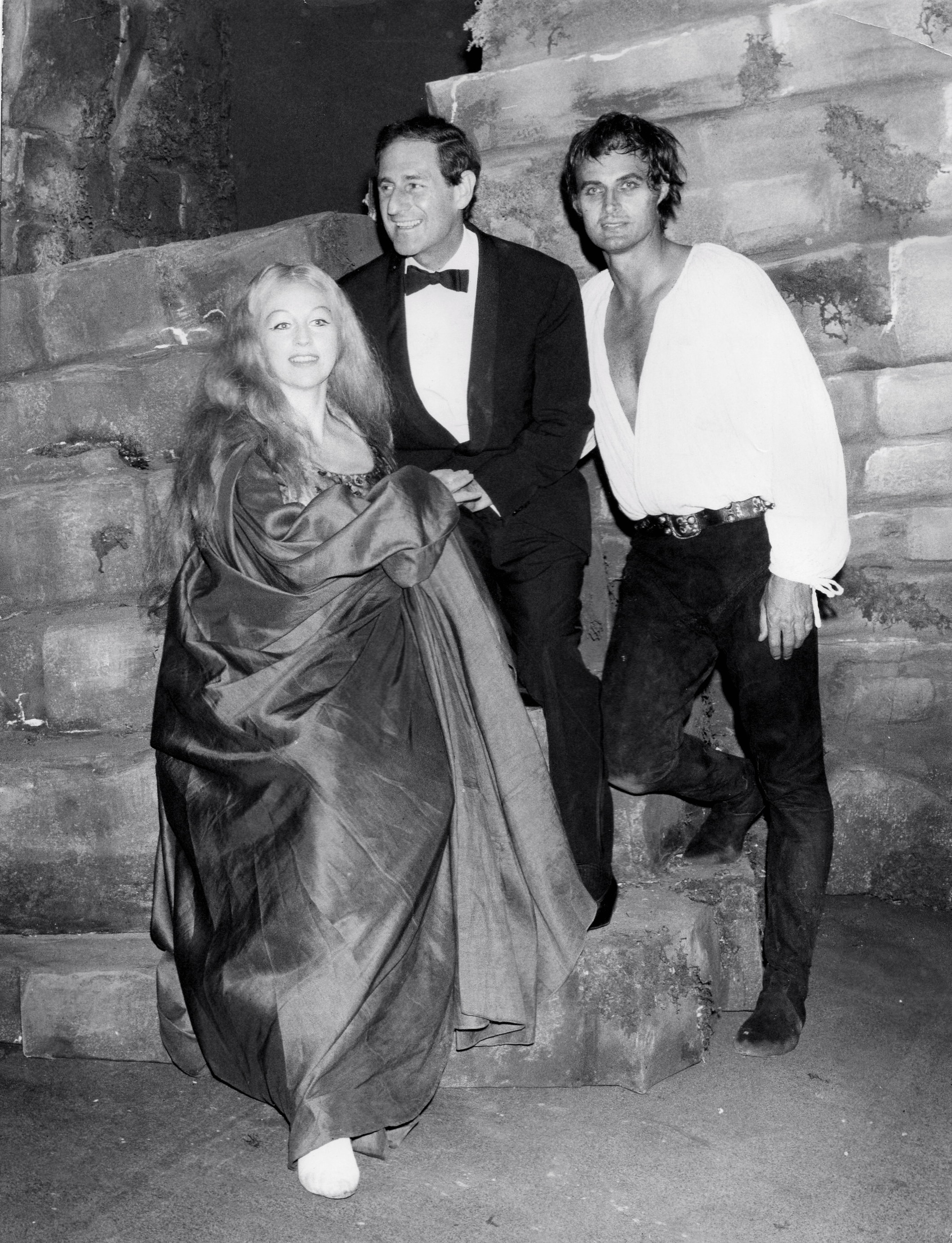
Klara Barlow (Isolde), Gian Carlo Menotti (direction) et Claude Heater (Tristan) lors du festival dei due mondi, 11e édition, tenu à Spolète en 1968.

Ancien acteur de Hollywood, Claude Heater trouva très vite, non seulement avec sa belle voix de ténor mais aussi grâce à son beau visage, un rôle-titre très réputé, Tristan. Certes, dans les années 1960 encore, Tristan et Iseult par le tandem Wolfgang Windgassen et Birgit Nilson restait légendaire. Or, nés dans les années 1910, ces deux chanteurs attendaient leur retraite, avec leur visage de vieille. En tant qu'encore jeune chanteur, Claude Heater était tout à fait un chevalier attendu par le public.
En 1967, il chanta ce rôle au Teatro Margherita à Gênes, avec la soprano Ludmira Dvořáková. Depuis cela, ses interprétations se multiplièrent.    
Lorsque la Radiodiffusion-télévision belge inaugura, en 1967, une série des émissions de Tristan et Iseult avec la soprano belge Jacqueline Van Qualle, Claude Heater fut choisi pour le rôle de Tristan. Son collaborateur étroit était le chef d'orchestre André Vandernoot duquel la fille deviendra actrice Alexandra Vandernoot. Cette série en treize émissions donna naissance à un film complet.  
En été 1968, il fut invité par Gian Carlo Menotti qui dirigeait le festival des Deux Mondes à Spolète. La soprano américaine Klara Barlow chanta le rôle d'Isolde tandis que Menotti était également le chef d'orchestre. De nombreuses scènes, photographiées, étaient conservées par Fabrice Rouleau. Appréciée, cette représentation était bien documentée.
Il le chanta en décembre 1969 au théâtre communal de Trieste, avec la soprano suédoise Catarina Ligendza et la direction de Luigi Toffolo,.
Au grand théâtre du Liceu de Barcelone en 1970, il interpréta quatre fois le rôle de Tristan, les 24 et 28 novembre ainsi que 3 et 6 décembre. Son collaboratrice était la soprano norvégienne Ingrid Kristine Bjoner. 
Telles sont ses représentations enregistrées dans les archives, qui doivent encore être complétées.
Encore le magazine Opernwelt annonçait-il des représentations de Tristan und Isolde au Stadttheater Mainz. La première était prévue au 12 avril 1971.  
Son succès ne dura pas longtemps. Dans ces années 1970, Herbert von Karajan et Karl Böhm préféraient Jon Vickers, contemporain de Heater, en tant que Tristan. Pour Horst Stein et notamment Georg Solti, Jess Thomas étant né en 1927 comme Heater était sélectionné. En résumé, il ne réussit pas à succéder Wolfgang Windgassen.

### Retraite sans doute inattendue
Les dates de sa retraite en Europe et de sa rentrée aux États-Unis demeurent inconnues. On ne sait pas s'il a chanté encore, en qualité de artiste professionnel, en Amérique. Quoi qu'il en soit, il cessa vraisemblablement sa carrière à l'opéra, au début des années 1970, plus tôt que d'autres musiciens. 
Toutefois, il était un homme de force physique. Il faut rappeler qu'avant de devenir chanteur, il fut militaire. En 1967, il avait chanté le rôle-titre dans une représentation d’Otello à Boston,. À peine quitté le théâtre de Back Bay, aurait-il prit un vol de nuit, et, le lendemain, assisté à la répétition générale de Tristan und Isolde à Gênes, au Teatro Margherita. Son Isolde, Ludmila Dvořáková, l'attendait.    
Herbert Graf, directeur du grand théâtre de Genève, admira la force et la qualité de Heater, en rôle de Siegfried qui fut realisé en 1969 auprès de son théâtre. Dans cet opéra Siegfried, le ténor chantant le rôle-titre doit, selon lui, économiser la force de voix dans l'acte II, pour le duo avec Brünnhilde. Cette dernière ne chante en effet rien jusqu'à la fin de l'acte III alors que Siegfried y est omniprésent depuis le début jusqu'à la fin. Heater était capable de chanter tous les actes en pleine force, ce qui étonnait ce directeur, lequel n'avait jamais écouté Siegfried. En fait, son interprétation de Siegfried était formidable. En 1969, il n'y avait aucun signe de dégradation de son interprétation. Pourtant, un ténor, dont les critiques européens parlaient toujours dans les années 1960, ne restait plus dans les années 1970. Aucun document n'explique cette disparition.

### Enseignant après la carrière de l'opéra
Après avoir pris sa retraite, il se consacra désormais à l'éducation en Californie. D'une part, pendant 30 ans il soutint les jeunes qui voulaient devenir artistes de l'opéra. Dans cette optique, il gardait un atelier à San Francisco. D'autre part, il était un des conseilleurs de l'école du dimanche (catéchisme non catholique).
Une fonction administrative fut chargée. Pour les saisons 1988 - 1990, il fut nommé directeur général de l'Oakland Opera. 
Comme ce dernier avait subi une difficulté de finance, Claude Heater dut quitter sa fonction, et tenta en 1992 de s'inscrire dans les candidats de Congrès, en tant que Républicain. Or, il ne put pas réussir.
En 2018, il participa à créer la fondation Claude Heater à San Francisco, ayant pour but de promouvoir l'opéra et d'encourager les musiciens qui concernent, avec plusieurs programmes. Cette fondation est une association à but non lucratif.

### Mort
Le 28 mai 2020,  Claude Heater mourut à San Francisco, dans le centre médical de St. Mary, en raison de son vieillissement. Fondé par des sœurs de la Miséricorde, ce centre, hôpital le plus ancien de San Francisco, est situé près de sa ville natale.

## Sa famille
On ne sait pas sur les noms de ses parents.
En 1952, Claude Heater était à bord d'un paquebot, afin d'aller à Milan. Il y rencontra une jeune fille originaire de Texas, fiancée d'un Français. Coup de foudre, cette Maria Dolores Mooeres décida finalement d'épouser Claude, au lieu de son ancien fiancé. Leur mariage fut tenu au Caire le 31 décembre 1952. Un dossier officiel du gouvernement américain mentionnait leurs noms le 12 juillet 1957.
À Munich, il rencontra Elfriede Biskopek, infirmière qui travaillait à un hôpital où il fut soigné. Après avoir passé sept ans de vie commune, ils se marièrent en 1970. Elfriede Heater décéda en 1994 (sans doute née le 6 juillet 1936 et décédée le 5 octobre 1994). On sait cependant peu de chose sur cette épouse.  
Il épousa encore la soprano Juyeon Song qui l'accompagnait jusqu'à son trépas. Elle est en fonction auprès de la fondation Claude Heater avec ses programmes.
Avec ces noces, surtout sa dernière union, il eut de nombreux descendants (liste présentée en 2020) :
- Claude Heater
- Maria (Dolores Mooeres) Heater (1re épouse)[N 12]
- Elfriede (Biskopek) Heater (2e épouse)
- Juyeon (Song) Heater (3e épouse)
  - Mark Heater
  - Christian Heater
  - Steven Heater
  - Evelyn Heater
  - Erika (Heater) Ramlan
    - Lauren Ramlan
    - Joshua Ramlan

  - Claudia (Heater) Kruber
    - Nicolas Kruber

  - Michele (Heater) Sturtevant
    - Alexander Sturtevant

- d'autres petits-enfants : Cecilia Heater, Valentina Heater, Zachary Street
- arrière-petits-enfants : Fiamma Maria Sarcì, Priscilla Sarcì

## Dans les films
Claude Heater s'illustrait de deux grands films, qui étaient cependant réalisés dans les deux catégories très différentes. 

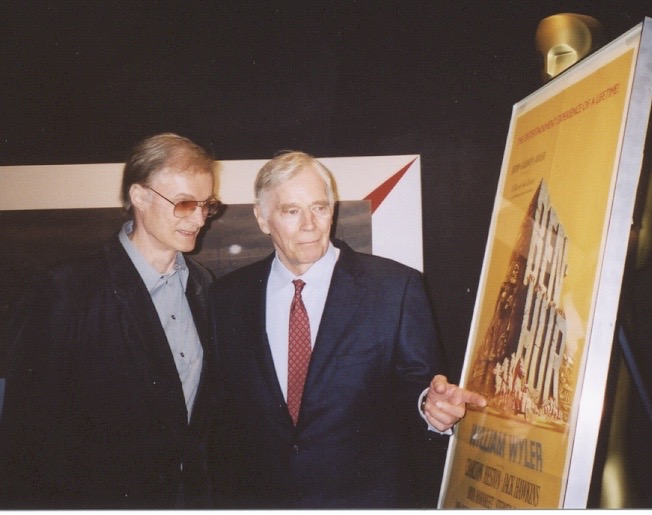
Claude Heater et Charlton Heston, qui jouèrent ensemble les rôles de Jésus-Christ et du prince Judah Ben-Hur, devant l'affiche originale du film (photo prise en 2003).

### Jésus-Christ dansBen-Hurde William Wyler

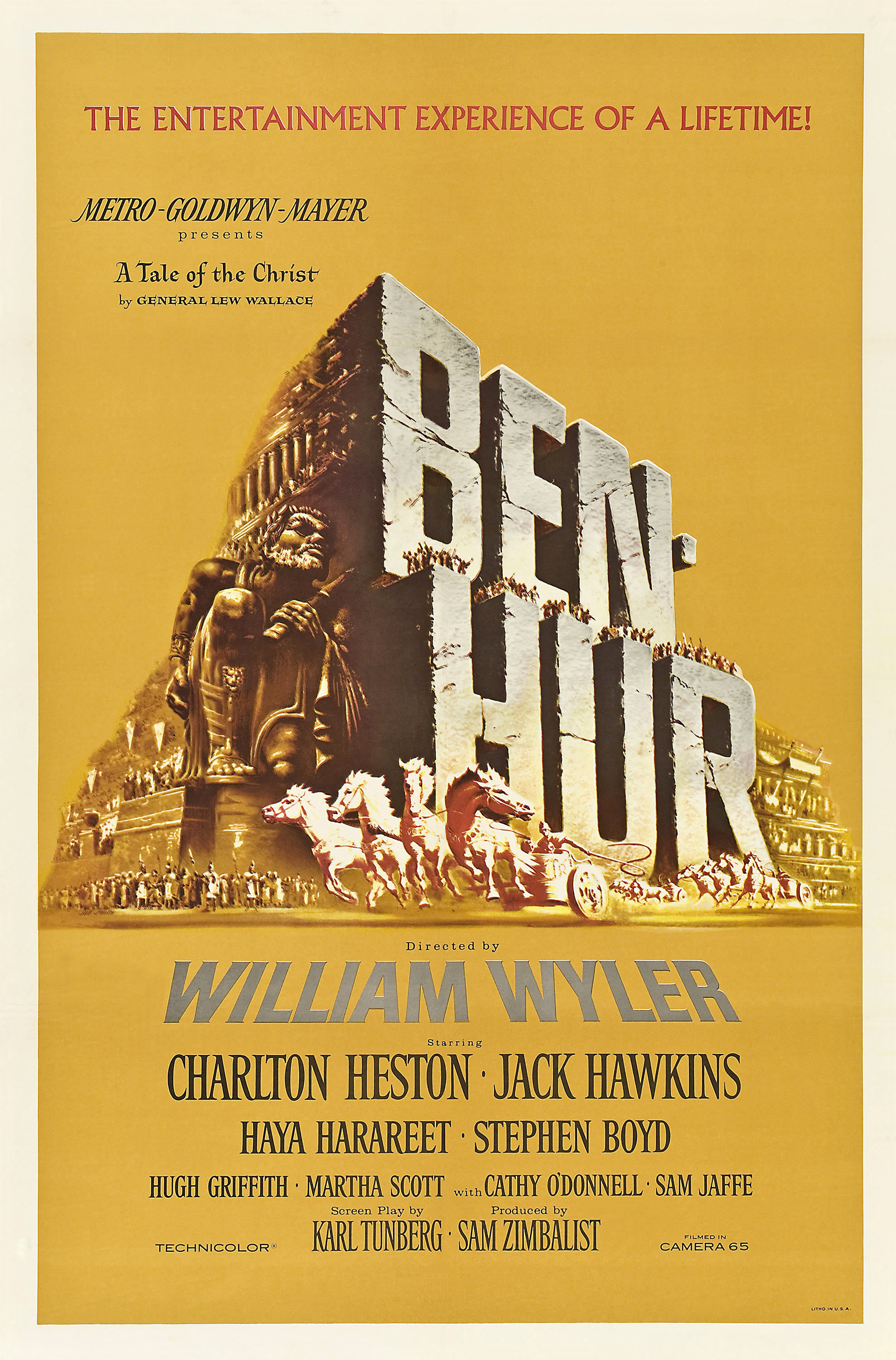
Affiche omettant le nom de l'acteur de Jésus-Christ, malgré le titre Ben-Hur, A Tale of the Christ (Un conte du Christ).

Claude Heater effectua ce qu'aucun autre chanteur n'était pas capable de faire. Il participa à réaliser un grand projet de péplum, Ben-Hur de William Wyler. Sorti en 1959, le film fut récompensé par onze Oscars.  
En effet, l'équipe de MGM cherchait un acteur qui était adapté au rôle de Jésus-Christ, en vain. En 1958, Henry Hennigson, un de principaux membres du projet, avait entendu un concert de Heater, tenu à Rome. Vraiment convaincu par la qualité de sa voix et son visage assez spirituel, Henningson avait proposé, à Wyler, ce jeune chanteur comme rôle de Christ. À la suite d'une audition, le contrat avec Claude Heater avait été conclu. Un article de Louella Parsons publié le 31 juillet 1958 s'amusait : « Ils ont dû aller en Europe, afin de trouver ce garçon, qui était né à Oakland, en Californie. ».    
Finalement, malgré l'appréciation et la qualification très positives de Hennigson, ne fut enregistré aucun dialogue de Jésus-Christ dans ce film. Son visage non plus. Il semble qu'à cette époque-là, une loi britannique interdît tant la parole du Christ que son visage dans le film, à moins que ce Divin Fils soit le rôle principal,. Si son recrutement avait été annoncé dans les journaux, Claude Heater restait anonyme. Car Wyler concevait son film comme tant spectaculaire que spirituel,.    
Toutefois, le jeune Claude fit de son mieux, en comprenant l'importance de son rôle. En 1992, il répondit à un journal de Californie, Marin Independent Journal. Selon lui, l'équipe souhaitait que ses mains soient fortes mais aussi sensibles ... de Jésus-Christ. De surcroît, l'acteur devait, ajouta-t-il, créer et présenter une énorme impression devant la foule.

### Rôle-titre deTristan und Isolde
Un autre projet de film lui donna l'immortalité de son art. Cette fois-ci, il s'agissait d'une série de téléfilm belge, réalisée dès 1967. La circonstance selon laquelle Claude Heater avait été recruté par ce projet de l'opéra Tristan und Isolde de Wagner n'est pas connue. Or, dans les années 1960 il avait déjà réussi à obtenir sa réputation en tant que Heldentenor,.      
Le tournage fut effectué sous la direction du réalisateur Joseph Benedek, qui travaillait auprès de cette radio-télévision. En faveur de ce film, André Vandernoot dirigea le chœur et le grand orchestre symphonique de la RTB (Radiodiffusion-télévision belge). Jacqueline Van Quaille, soprano belge, chanta le rôle d'Isolde,.
Cette série d'émissions fut diffusée au Canada aussi, à partir du 14 décembre 1969, par la Radio-Canada et à la chaîne française de télévision. Le programme se composait en treize émissions. En conséquence, le nom de Claude Heater devint plus connu en Belgique et au Canada. 

#### Film en ligne
En dernier lieu, vers 1970 ces émissions furent reproduites en un film intégral de cet opéra, omettant les commentaires d'André Vandernoot.
- [écouter en ligne] (durée 3 heures 34 minutes)

## Premières mondiales
Il était l'un des trois chanteurs de baryton, qui participèrent à la création d'un petit opéra de Leonard Bernstein, intitulé Trouble in Tahiti. L'œuvre fut créée le 12 juin 1952 à l'université Brandeis, sous la baguette de Bernstein et dans le cadre du festival des arts créatifs de cette université,.
Une autre participation était pour le San Francisco Opera. Il s'agissait de Blood Moon de Norman Dello Joio, créé le 18 septembre 1961. Claude Heater chanta le rôle de Tom Henney, politicien de New York, tandis que Leopold Ludwig était le chef d'orchestre.

## Publication
Il restait fidèle à sa confession religieuse. À la fin de sa vie, il publia un livre sur la doctrine du mormonisme :
- Claude Heater, Fatal Flaws of The Most Correct Book On Earth, Xulon Press, 2007  (ISBN 978-1-60266-494-4) [extrait en linge] 380 p.

## Discographie
À l'exception de son film Tristan et Iseult tourné en Belgique et de Der Zigeunerbaron, sa discographie se compose des enregistrements directs.

### Voix de basse
- Comte Camero (extraits de Der Zigeunerbaron de Johann Strauss fils), Heinrich Hollreiser (direction), Wiener Philharmoniker, 1961 Deutsche Buch-Gemeinschaft / Colombia 6038 (1 disque (côté B))

### Voix de baryton
- 2e prêtre (Mord in der Kathedrale d'Ildebrando Pizzetti), Herbert von Karajan (direction), Chor und Orchester der Wiener Staatsoper, - enregistrement direct daté du 9 mars 1960 (première représentation en allemand, enregistrée par Österreichischer Rundfunk) - , posthume 1998 Deutsche Grammophon MONO 457 671-2 (2 DC en mono)

### Voix de ténor
- Melot (Tristan und Isolde de Richard Wagner), Herbert von Karajan (direction), Coro e Orchestra del Teatro alla Scala Milano, - enregistrement direct daté du 28 avril 1959 - , posthume (3 DC)
- premier homme d'armure (Die Zauberflöte de Wolfgang Amadeus Mozart), Fritz Rieger (direction), Chor des Bayerischen Staatsoper, Münchener Philharmoniker, - enregistrement direct daté du 26 juillet 1964 - , posthume 2000 Golden Melodram GM 5.0027 (3 DC en mono)
- Melot (Tristan und Isolde), Karl Böhm (direction), Chœur et Orchestre du festival de Bayreuth, - enregistrement direct y compris répétition, en juillet et août 1966 - , 1966 Deutsche Grammophon 139 221/5 (5 disques)
- Erik (Der Fliegende Holländer de Richard Wagner), Wolfgang Sawallisch (direction), Coro e Orchestra del Teatro alla Scala Milano, - enregistrement direct  daté du 2 février 1966 -, posthume 2000 Allegro OPD-1168 (2 DC)
- Siegfried (extraits de Götterdämmerung de Richard Wagner), Georges Sébastian (direction), Chœur du Grand Théâtre de Genève, Orchestre de la Suisse Romande, - enregistrement direct daté du 28 mai 1969 - , posthume 2015 Opera Depot OD11252-2 (2 DC)
- Tristan (Tristan und Isolde) avec Catarina Ligendza (Isolde), Luigi Toffolo (direction), Coro et Orchestra del Teatro Communale Giuseppe Verdi de Trieste, - enregistrement direct daté du 13 décembre 1969 - , posthume 2007 Melodram MEL37072 (3 DC)